# Candy Land
Candy Land是一款简单的擲賽遊戲以及圖版遊戲，該遊戲於1948年推出。玩家在玩该游戏前不需要阅读說明書就能上手。該遊戲每年的销量约为一百万份。 